# Камендол
Камендол је насеље у општини Гроцка у Граду Београду. Према попису из 2022. било је 795 становника.

## Историја
Камендол је старије насеље. По предању село је добило прве становнике крајем 17. века, а прве куће су билае око изворишта потока Камендола, одакле се село постепено ширило низ поток. Прича се, да су се некада, када овде није било насеља, већ густе шуме, срели на путу двоји сватови, на месту где је кућа Милојка Петронијевића, па како се нису једни другима хтели склонити с пута, потуку се и изгину. На месту погибије камен, и како је камен био у долу-долини, то се по овоме и место назове Камендо (Камендол).
Први досељеници били су неки Видосав, Сима и Липша. Од Видосава су данашњи Видосављевићи (Брзаци) Они причају да је њихов предак Видосав дошао из Васојевића у Студеницу, а из Студенице у Камендо. Андријевићи (Рашићи) су потомци неког Симе који је старином из Корита, одакле је дошао у Студеницу, где са породицом задржао кратко време. Сима је са калуђерима носио ћивот Светог Краља и са њима је дошао у манастир Рајиновац. Ђорђевићи су пореклом из околине Вишњице крај Дунава и презивали су се Гавриловић. Пошто су учеставали 1739. године у борбама против Турака, по пропасти аустријских снага и поновном доласку турских власти, у страху од одмазде, мењају презиме у Ђорђевић и селе се у Камендол.
По арачким списковима Камендо је имао 1818. године и 1822. г. 12 кућа Године 1846. село је имало 29 кућа а по попису из 1921. године у селу су биле 162 куће са 1166 становника. (подаци крајем 1921. године).

## Демографија
У насељу Камендол живи 862 пунолетна становника, а просечна старост становништва износи 42,7 година (42,0 код мушкараца и 43,3 код жена). У насељу има 307 домаћинстава, а просечан број чланова по домаћинству је 3,48.
Ово насеље је у великим делом насељено Србима (према попису из 2002. године).
|  |

| Демографија | Демографија | Демографија |
| Година      | Становника  | Становника  |
| ----------- | ----------- | ----------- |
| 1948.       | 1.563       |             |
| 1953.       | 1.619       |             |
| 1961.       | 1.627       |             |
| 1971.       | 1.486       |             |
| 1981.       | 1.343       |             |
| 1991.       | 1.372       | 1.243       |
| 2002.       | 1.067       | 1.213       |

| Етнички састав према попису из 2002.‍ | Етнички састав према попису из 2002.‍ | Етнички састав према попису из 2002.‍ | Етнички састав према попису из 2002.‍ | Етнички састав према попису из 2002.‍ |
| ------------------------------------ | ------------------------------------ | ------------------------------------ | ------------------------------------ | ------------------------------------ |
|                                      |                                      |                                      |                                      |                                      |
| Срби                                 | Срби                                 |                                      | 1.050                                | 98,40%                               |
| Македонци                            | Македонци                            |                                      | 2                                    | 0,18%                                |
| Хрвати                               | Хрвати                               |                                      | 1                                    | 0,09%                                |
| непознато                            | непознато                            |                                      | 13                                   | 1,21%                                |

| Година пописа     | 1948. | 1953. | 1961. | 1971. | 1981. | 1991. | 2002. |
| ----------------- | ----- | ----- | ----- | ----- | ----- | ----- | ----- |
| Број домаћинстава | 301   | 330   | 354   | 370   | 343   | 337   | 307   |

| Број чланова      | 1  | 2  | 3  | 4  | 5  | 6  | 7  | 8 | 9 | 10 и више | Просек |
| ----------------- | -- | -- | -- | -- | -- | -- | -- | - | - | --------- | ------ |
| Број домаћинстава | 63 | 63 | 39 | 40 | 44 | 35 | 19 | 1 | 1 | 2         | 3,48   |

| Пол    | Укупно | Неожењен/Неудата | Ожењен/Удата | Удовац/Удовица | Разведен/Разведена | Непознато |
| ------ | ------ | ---------------- | ------------ | -------------- | ------------------ | --------- |
| Мушки  | 441    | 102              | 286          | 35             | 18                 | 0         |
| Женски | 466    | 74               | 292          | 92             | 8                  | 0         |
| УКУПНО | 907    | 176              | 578          | 127            | 26                 | 0         |

| Пол    | Укупно                    | Пољопривреда, лов и шумарство | Рибарство                            | Вађење руде и камена | Прерађивачка индустрија       |
| ------ | ------------------------- | ----------------------------- | ------------------------------------ | -------------------- | ----------------------------- |
| Мушки  | 256                       | 172                           | 0                                    | 0                    | 20                            |
| Женски | 179                       | 128                           | 0                                    | 1                    | 10                            |
| УКУПНО | 435                       | 300                           | 0                                    | 1                    | 30                            |
| Пол    | Производња и снабдевање   | Грађевинарство                | Трговина                             | Хотели и ресторани   | Саобраћај, складиштење и везе |
| Мушки  | 4                         | 8                             | 9                                    | 0                    | 23                            |
| Женски | 1                         | 1                             | 11                                   | 0                    | 0                             |
| УКУПНО | 5                         | 9                             | 20                                   | 0                    | 23                            |
| Пол    | Финансијско посредовање   | Некретнине                    | Државна управа и одбрана             | Образовање           | Здравствени и социјални рад   |
| Мушки  | 0                         | 6                             | 7                                    | 2                    | 3                             |
| Женски | 0                         | 2                             | 0                                    | 5                    | 20                            |
| УКУПНО | 0                         | 8                             | 7                                    | 7                    | 23                            |
| Пол    | Остале услужне активности | Приватна домаћинства          | Екстериторијалне организације и тела | Непознато            | Непознато                     |
| Мушки  | 2                         | 0                             | 0                                    | 0                    | 0                             |
| Женски | 0                         | 0                             | 0                                    | 0                    | 0                             |
| УКУПНО | 2                         | 0                             | 0                                    | 0                    | 0                             |